# Karl Przibram

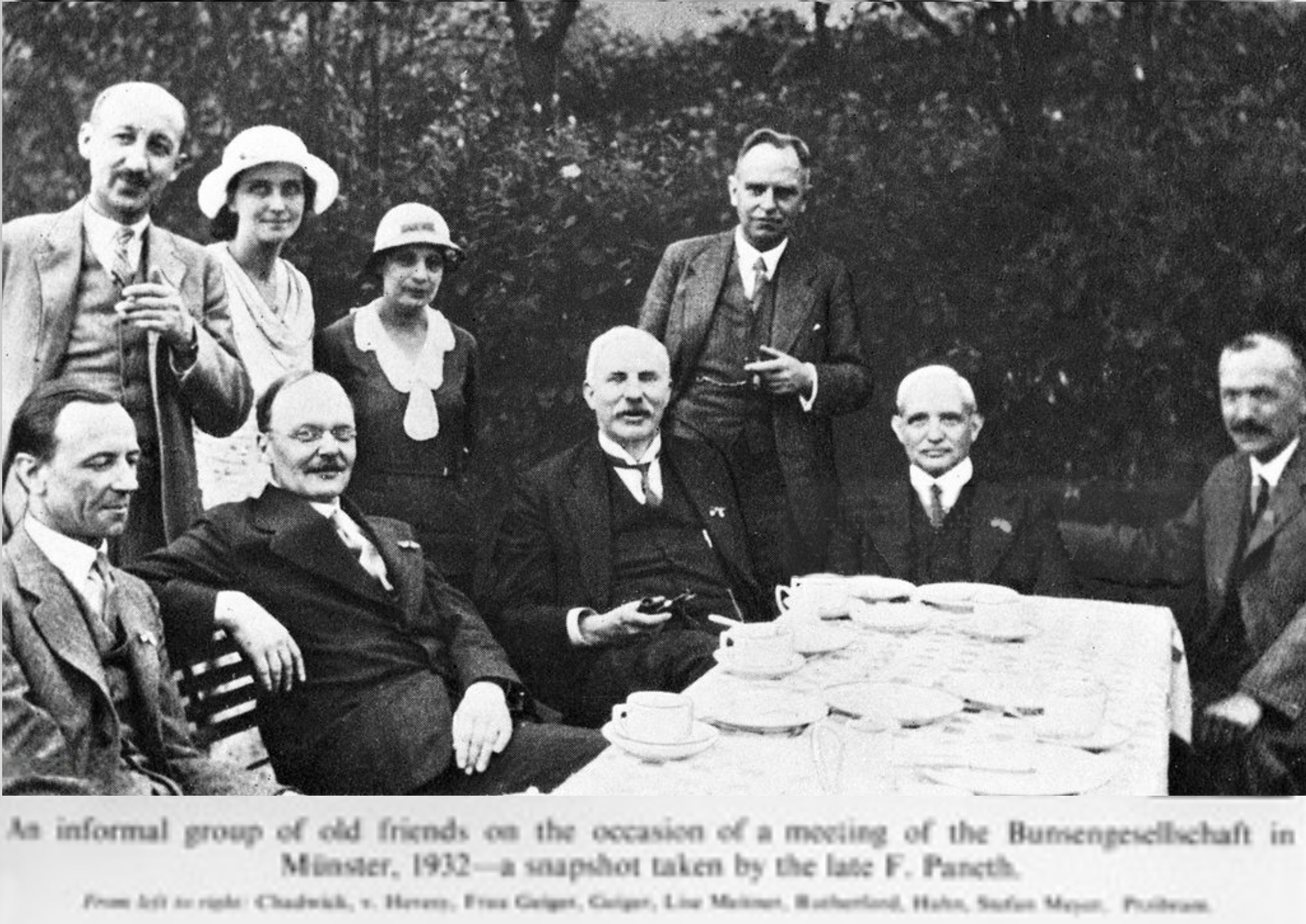
Bunsentagung Münster 1932, Karl Przibram ganz rechts

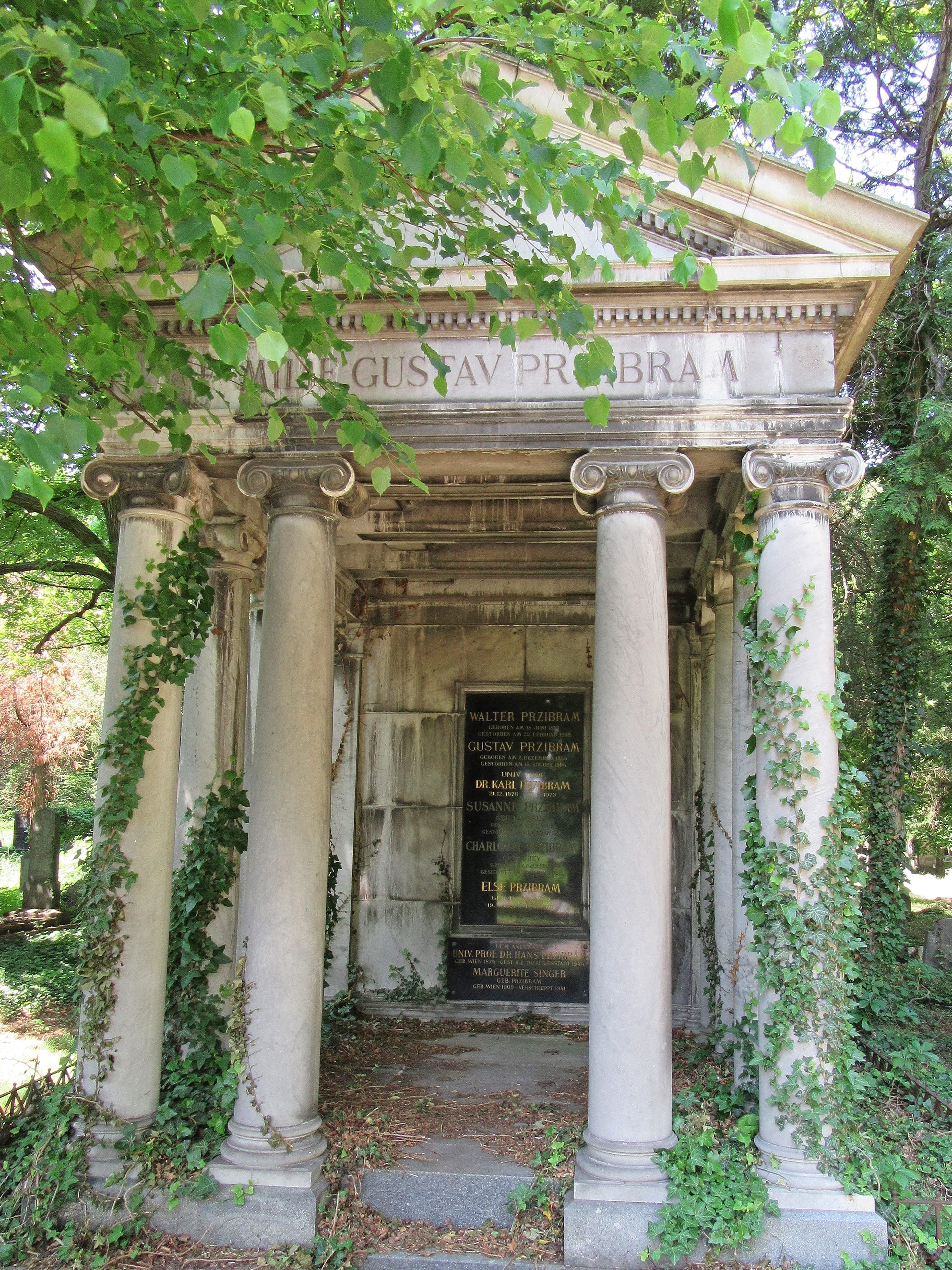
Grab von Karl Przibram in der Familiengruft auf dem Wiener Zentralfriedhof

Karl Gabriel Przibram [ˈpʃɪbram] (* 21. Dezember 1878 in Wien; † 10. August 1973 ebenda) war ein österreichischer Physiker.

## Leben
Nach der Matura studierte er ab 1896 an der Universität Wien Physik, Chemie und Mathematik und promovierte 1901 an der Universität Graz. Nach einem Auslandsaufenthalt in London habilitierte er sich 1905 in Wien. Ab 1912 arbeitete er am Wiener Institut für Radiumforschung, insbesondere über die Radiophotolumineszenz, seit 1927 als außerordentlicher Universitätsprofessor an der Universität Wien.
Nach dem Anschluss Österreichs an das nationalsozialistische Deutschland musste er in den Ruhestand treten und verbrachte die Zeit des Zweiten Weltkriegs in Brüssel. Er kämpfte dort in der Österreichischen Freiheitsfront gegen den deutschen Faschismus. 1946 kehrte er als ordentlicher Universitätsprofessor an die Universität Wien zurück und wurde zum korrespondierenden, 1950 zum wirklichen Mitglied der mathematisch-naturwissenschaftlichen Klasse der Österreichischen Akademie der Wissenschaften gewählt.
Karl Przibram ruht in der  israelitischen Abteilung des Wiener Zentralfriedhofs. Er war der Bruder des Zoologen Hans Leo Przibram, der 1944 im KZ Theresienstadt umkam.

## Ehrungen
- 1914 Haitinger-Preis
- 1929 Lieben-Preis
- 1955 Preis der Stadt Wien für Naturwissenschaft
- 1958 Ehrenmedaille der Bundeshauptstadt Wien
- 1963 Erwin Schrödinger-Preis

## Veröffentlichungen
- Photographische Studien über die elektrische Entladung in Gasen. Dissertation, Universität Graz, 1901 (handschriftlich).
- Ein Blick in die Welt der Atomphysik, in: Der Getreue Eckart, 3. Jg., 1. Bd., 1925/26, S. 175–178.